# Carmelo Arango
Carmelo Arango Martínez (Magangué, 16 de julio de 1854-Bogotá, 8 de febrero de 1942) fue un abogado, educador, catedrático, doctrinante y político colombiano, miembro del Partido Liberal Colombiano.
Arango fue un importante abogado de su época. Se llegó a desempeñar como Gobernador de su departamento,  procurador general de Colombia en dos ocasiones, gracias a su cercanía con Rafael Núñez y Magistrado de la Corte Suprema de Justicia de Colombia, la cual presidió en 1905.
Arango fue uno de los fundadores del partido de coalición Unión Republicana, junto a Nicolás Esguerra y Guillermo Quintero Calderón, y fue determinante en la caída del presidente Rafael Reyes, de quien era un abierto contradictor desde la Corte Suprema de Justicia. Tras la renuncia de Reyes, Arango participó en la reforma constitucional de 1910, que permitió, entre otras medidas, la elección del republicano Carlos E. Restrepo. 
Posteriormente Arango se desempeñó en 1919 como Ministro de Obras Públicas del convulso gobierno del conservador Marco Fidel Suárez.
Arango era amigo personal de varios ilustres del liberalismo, entre ellos el futuro presidente Enrique Olaya Herrera. Uno de sus hijos fue el Ministro de Guerra Carlos Arango Vélez, padre de la primera dama María Cristina Arango, madre del presidente Andrés Pastrana Arango.

## Biografía
Carmelo Arango Martínez nació en Magangué, Provincia de Cartagena, en la entonces República de Nueva Granada, el 16 de julio de 1854, en el seno de una familia liberal de clase media de la región, pese a que era de origen antioqueño. En ese momento el país vivía un momento combulso, ya que el poder era ostentado desde abril por el general José María Melo, quien tomó el poder militarmente, tras una guerra civil de tres años.
Arango destacó como intelectual, y durante sus años escolares, fue un estudiante destacado.

### Procuraduría General de Colombia (1884-1888; 1890-1894)

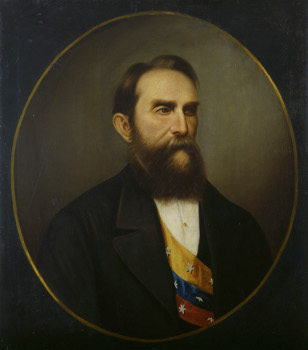
El presidente Núñez lo nombró Preocurador de la Nación a mediados de los años 80 del.

En 1884 fue elegido para su primer cargo público, siendo representante a la cámara. Poco tiempo después fue designado por el presidente Rafael Núñez Moledo como procurador general de Colombia para reemplazar a Fídolo González Linerón, ocupando el cargo entre 1884 y 1888, durante las segunda y tercera presidencias de Núñez, en el gobierno de José María Campo Serrano, en el gobierno de Eliseo Payán y el gobierno de Carlos Holguín; y coincidiendo su período con la entrada en vigencia de la Constitución de 1886.
En 1890 el presidente Holguín lo designó nuevamente como procurador general de Colombia, para reemplazar al polímata Carlos Albán, hombre de gran cultura. Arango ocupó por segunda vez la Procuraduría hasta 1894, siendo confirmado en el cargo por el presidente Núñez, quien fue reelegido por tercera vez y quien murió en el cargo, siendo reemplazado por Miguel Antonio Caro. Caro nombró en reemplazo de Arango al influyente abogado bogotano José Vicente Concha.
En 1895, Arango fue elegido por el presidente Caro como magistrado de la Corte Suprema de Justicia de Colombia, ocupando el cargo por casi 10 años.

### Unión Republicanaː El Trecemarcismo y la Asamblea Constituyente de 1910
En 1904 el veterano de guerra, el general conservador Rafael Reyes Prieto ganó las elecciones presidenciales. Sin embargo, muy temprano en su gobierno, empezó a sentir la negativa del Congreso de aprobar sus medidas urgentes, por lo que comenzó a volverse mucho más agresivo en la política, y según sus detractores, estaba tornándose cada vez más dictatorial.
Entre sus detractores estaban el magistrado de la Corte Suprema de Justicia Gabriel Rosas y el propio Arango (quien era el presidente de la corporación para 1905.), quienes fueron declarados insubsistentes porque se descubrió que eran cómplices con personas que estaban fraguando deponer a Reyes, por lo que ambos se vieron obligados a dejar sus cargos El gobierno ordenó capturas masivas entre 1905 y 1906.
El 25 de marzo de 1909, Arango recibió una carta dirigida a él, a Nicolás Esguerra y a Guillermo Quintero Calderón, firmada por más de 500 políticos de importancia nacional, para que formaran una junta encargada de organizar las elecciones al Congreso, que fueron convocadas por el presidente Reyes, para intentar calmar el caos que reinaba en el país (ya que las elecciones estaban programadas para 1910). Los tres aceptaron el encargo y Arango se convirtió en el vocal de la junta, supervisando las elecciones. Esta junta en poco tiempo se convirtió en una fuerza política que pasó a llamarse Partido Republicano.

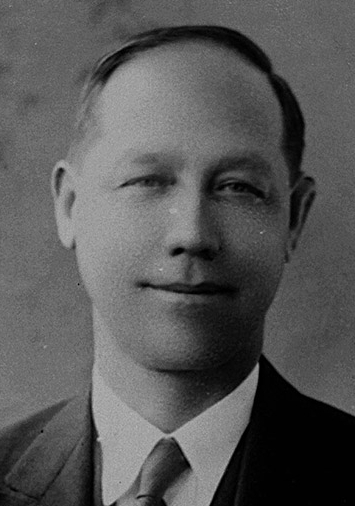
Olaya, uno de sus socios políticos, en 1910.

En 1910 fue elegido diputado a la Asamblea Nacional Constituyente, en representación del Partido Liberal por Cartagena. La asamblea fue convocada por el presidente Ramón González Valencia, miembro del republicanismo, quien luego de un enfrentamiento con Jorge Holguín (elegido inicialmente por el Congreso para reemplazar a Reyes), fue elegido presidente para completar el período 1909-1910. La Asamblea redujo el período presidencial de 6 a 4 años, se prohibió la reelección presidencial y dio al Congreso la facultad de nombrar a los magistrados de la Corte Suprema. La misma Asamblea eligió al republicano Carlos Eugenio Restrepo como presidente para el período 1910-1914.

### Embajador en el Vaticano (1915-1919) y Ministro de Obras Públicas (1919)

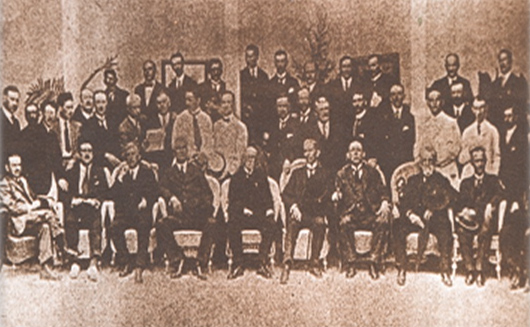
Camacho Roldán (penúltimo de izq a der sentado), junto a los fundadores de la Universidad Libre.

Tras la disolución del partido, debido a la presión del sector liberal liderado por el veterano de guerra Rafael Uribe Uribe, Carmelo Arango fue nombrado embajador de Colombia ante el Vaticano por el presidente José Vicente Concha en 1915, presentando credenciales al Papa Benedicto XV.  
Permaneció en el cargo hasta 1919, cuando regresó al país, para desempeñarse como Ministro de Obras Públicas entre marzo y septiembre de 1919, durante la presidencia del conservador Marco Fidel Suárez; fue sustituido por el economista Esteban Jaramillo. También fue profesor de la Universidad Externado de Colombia y de derecho penal en la Universidad Republicana (hoy Universidad Libre), que fue fundada por el expresidente y sociólogo económico Salvador Camacho Roldán, junto a otros socios. 

### Últimos añosː Caso del Ferrocarril del Norte
Retirado de la política, Arango volvió a ser célebre por ser el abogado defensor del general Juan Manuel Dávila (hermano del influyente empresario José Domingo Dávila), en el sonado caso del Ferrocarril del Norte, en el cual, Dávila fue acusado por el general Jorge Martínez Landínez (quien era congresista y se hizo famoso por otros casos como el de Cusiana) de ocultamiento de bienes, ya que Dávila era accionista importante en el Ferrocarril.
El caso fue ganado por Martínez en los años 20, pero Arango destacó como un brillante litigante, tras lograr dilatar el proceso por varios años para evitar que Dávila perdiera el caso, llegando incluso el propio presidente Suárez a intervenir en él. Luego de una agitada vida política y jurídica, Arango se retiró del ejercicio profesional, para dedicarse a la enseñanza particular. 

### Muerte
Carmelo Arango Martínez falleció en Bogotá, la noche del 8 de febrero de 1942, a los 87 años.

## Homenajes
En su memoria, un óleo suyo fue colocado en el salón principal de la Corte Suprema de Justicia.

## Familia
Carmelo Arango Martínez era hijo de Dionisio Arango García y de Rita Quiteria Martínez Romero, esta última hija del prestigioso matrimonio magangueleño compuesto por Manuel Martínez de la Cueva y Maria Josefa Romero. Rita tuvo una entrañable hermana, Petrona Paula, quien casó con Juan José García, estos tuvieron dentro de sus hijos a Miguel, fórmula de vida de Carmelo, siendo su leal compañero en sus incursiones políticas desde muy joven. Miguel García Martinez llegó a ser juez de la provincia de Cartagena y Secretario General de la Gobernación, generando junto a su primo, un relevante poder político en las Sabanas, hasta la Guerra de los mil días, donde fue asesinado. Los hermanos de Carmelo fueron Miguel, Gerardo, Ismenia y Domitila Arango Martínez.

### Matrimonio y descendencia

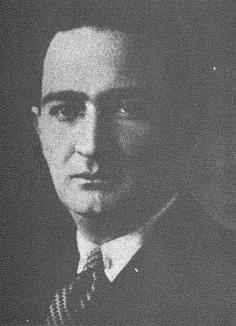
Su hijo Carlos

Carmelo se casó en Montería, con la dama Cristina Vélez Racero, hija del rico empresario Pedro Vélez Martínez y de Magdalena Racero Vellojín. Con Cristina Vélez, Carmelo se radicó en Bogotá, y tuvo a sus hijos Francisco, Reinaldo, Luis, Magola, Carlos, Magdalena y Dionisio Arango Vélez. A pesar de esto, los Arango Vélez no dejaron de visitar su tierra natal.
Su hijo Carlos, se convirtió en un importante abogado y político del Partido Liberal; sin embargo, eso no le bastó para ganar las elecciones presidenciales de 1942, siendo derrotado por el expresidente Alfonso López Pumarejo. Carlos contrajo nupcias con María Vega Jaramillo, quien a su vez era nieta de Clementina Portocarrero Caicedo, sobrina nieta por tanto del político y militar Domingo Caicedo. Clementina era, a su vez, nieta del prócer de la Independencia José María Portocarrero sobrina bisnieta Jorge Tadeo Lozano, taratanieta del Marqués de San Jorge, Jorge Miguel Lozano, trastataranieta del español Francisco González Manrique y sobrina trastataranieta del militar español Antonio González Manrique.
Con María "Maruja" Vega, Carlos tuvo a sus hijas María Cristina, María Isabel y María Elvira Arango. La mayor de las hijas, María Cristina se casó con el abogado huilense Misael Pastrana Borrero (quien fue presidente de Colombia entre 1970 y 1974), con quien tuvo a sus hijos Juan Carlos, Misael, Andrés y Cristina Pastrana Arango. Su hijo mayor, Juan Carlos (cuñado de Paloma Valencia), es periodista; y Andrés (casado con Nohra Puyana), es abogado y político, llegando a ser presidente de Colombia entre 1998 y 2002.